# Huaca Cortada
La Huaca Cortada,  Huaca Partida ou Huaca El Brujo est l'un des trois sites principaux du complexe archéologique El Brujo, dans la province d'Ascope, région de La Libertad, au Pérou. Il s'agit d'une pyramide tronquée relevant de la culture moche (entre les Ier siècle et VIIe siècle après Jésus-Christ).

## Études
Le site est étudié depuis les années 1990 par le Projet archéologique Complejo El Brujo (PACEB) sous la direction de l'archéologue Régulo Franco, avec le parrainage de la Fondation Augusto N. Wiese, de l'Instituto de Cultura La Libertad et de l'Université nationale de Trujillo.

## Histoire
Bien que de dimensions moindres, la Huaca Cortada est contemporaine de la Huaca Cao Viejo (époque moche, 100 - 750 ap. J.-C.), dont elle se trouve éloignée de quelque 500 mètres, au nord-ouest. Cette disposition est conforme au modèle architectural Moche, qui consistait à construire deux pyramides séparées par un grand espace plat, sans doute comme un symbole des deux forces qui gouvernaient le cosmos, antagonistes mais complémentaires. La même conception se retrouve dans les Huacas du Soleil et de la Lune, de la vallée du Moche.
Le complexe était un centre administratif et cérémonial qui contrôlait la vallée de la rivière Chicama. Il a été abandonné vers 650, peu de temps avant un fort phénomène El Niño. Les pluies torrentielles ont fini par dévaster le monument.

## Description
La Huaca Cortada ou Partida est une structure pyramidale en gradins construite en briques d'adobe. Elle mesure 103 mètres de long sur 98 mètres de large et 22 mètres de haut, et occupe une surface d'environ 10 000 m². Elle doit son nom au fait qu'au centre de sa façade sud, il y a un énorme fossé, profond de 45 mètres sur 5 mètres de large, qui la divise presque en deux, peut-être fait par les huaqueros dans leur quête de trésors.
Les archéologues ont profité de ce fossé pour étudier les strates de construction du monument. Au total, ils ont identifié cinq rénovations successives, qu'ils ont appelées bâtiment A, B, C, D et E. Le bâtiment A de Huaca Cortada correspond à l'époque des bâtiments A et B de Cao Viejo et le bâtiment B de Huaca Cortada correspond, chronologiquement, au bâtiment C de Cao Viejo.
Des murs portant des frises décoratives ont également été identifiés, avec des motifs de poissons, dans lesquels les couleurs jaune, rouge, blanc, gris et noir ont été utilisées. La technique artistique est similaire à celle utilisée dans la plupart des frises de la pyramide de Cao Viejo : d'abord une épaisse couche d'argile a été placée sur le mur à décorer, puis le dessin a été tracé et gravé. Enfin, une fine couche de plâtre a été appliquée avant d'apposer la couleur.